# Tossal de Montservó
El Tossal de Montservó és una muntanya de 1.138 metres que es troba al municipi d'Alòs de Balaguer, a la comarca catalana de la Noguera.